# Debrné
Debrné (německy: Oels-Döberney) je vesnice, část obce Mostek v okrese Trutnov. Nachází se asi 2,5 km na severovýchod od Mostku. Prochází zde silnice II/325. V roce 2014 zde bylo evidováno 52 adres. V roce 2001 zde trvale žilo 89 obyvatel.
Debrné leží v katastrálním území Debrné u Mostku o rozloze 2,52 km2.

## Historie
První písemná zmínka o obci pochází z roku 1544.

## Pamětihodnosti
- Venkovské domy čp. 7 a 12